# 5359 Markzakharov
5359 Markzakharov este un asteroid din centura principală de asteroizi.

## Descriere
5359 Markzakharov este un asteroid din centura principală de asteroizi. A fost descoperit pe 24 august 1974 la Observatorul astrofizic din Crimeea de Liudmila Cernîh. Asteroidul prezintă o orbită caracterizată de o semiaxă mare de 2,34 ua, o excentricitate de 0,20 și o înclinație de 1,6° în raport cu ecliptica.